# NGC 361

NGC 361

NGC 361 هي مجرة تتبع كوكبة الطوقان. اكتشفها جيمس دنلوب في 6 سبتمبر 1826.

## روابط خارجية
- NGC 361 على موقع ويكي سكاي: DSS2, SDSS, GALEX, IRAS, Hydrogen α, X-Ray, Astrophoto, Sky Map, Articles and images